# Siebligrat
Der Siebligrat bildet mit dem Schreistein einen nordöstlich des Risserkogels gelegenen nach Norden zur Sieblialm abfallenden Bergrücken. Der Schreistein ist durch den Riedeckersattel von den Schneeböden getrennt, die in ihrer Verlängerung zum Risserkogel führen.
Der Siebligrat ist nur weglos erreichbar.
Auf der steilgrasigen östlichen Gratseite befindet sich die Sieblialm.